# García (obispo de Cuenca)
García (? - Cuenca, c. 1226) fue obispo de Cuenca desde 1208 hasta su muerte.
Tercer obispo de la diócesis conquense, fundada en 1183 tras la reconquista de la ciudad a los musulmanes, García fue nombrado obispo hacia 1208, en tiempos del rey Alfonso VIII de Castilla, en sustitución del fallecido San Julián.
Durante su episcopado el arzobispo de Toledo Rodrigo Jiménez de Rada, metropolitano de Cuenca, pretendió que la sede se dividiera en las dos diócesis originales que habían dado lugar a su fundación, Ercávica y Valeria, a la vez que recuperar los derechos de la sede toledana sobre la villa de Mora; la oposición de García llevó a entablar un pleito entre ambos, que el obispo de Burgos Mauricio resolvió a favor del conquense. 
Acusado por uno de los miembros del cabildo catedralicio de mantener conductas inmorales, Honorio III expidió una bula ordenando el juicio contra García, del que tras varios años de litigios salió absuelto en 1220.
Muerto en 1226, fue enterrado en la catedral de Cuenca.

| Predecesor: Julián | Obispo de Cuenca 1208 - 1225 | Sucesor: Lope |